# Taurrhina polychrous
Taurrhina polychrous är en skalbaggsart som beskrevs av Thomson 1879. Taurrhina polychrous ingår i släktet Taurrhina och familjen Cetoniidae.

## Underarter
Arten delas in i följande underarter:
- T. p. marginipennis
- T. p. allardi
- T. p. fasciicollis
- T. p. abundans
- T. p. rubrescens